# Gelugpa

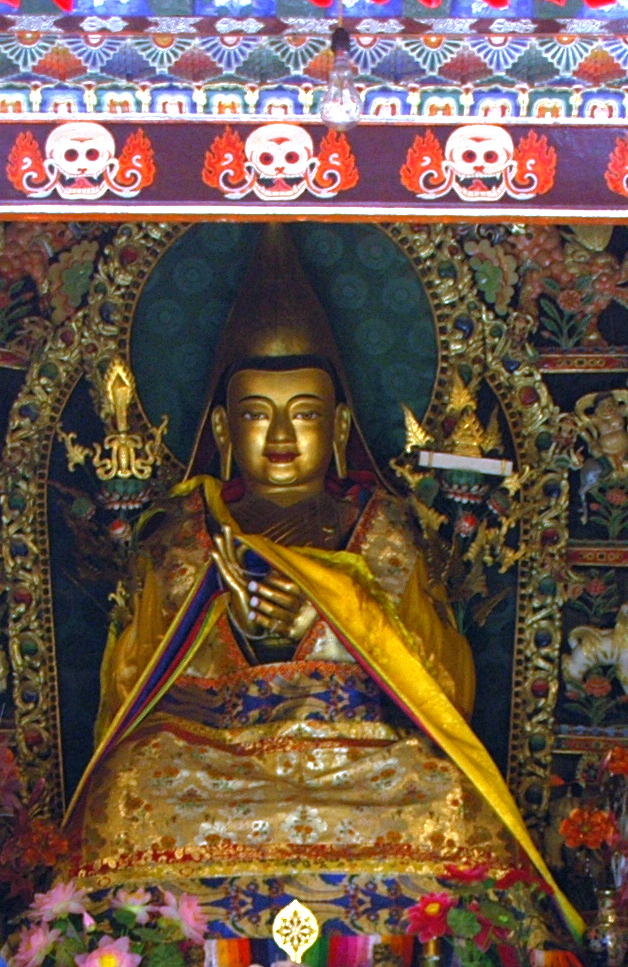
Congkapa, a Gelugpa iskola alapítójának szobra, a szülőhelyén álló Kumbum kolostor templomának oltárán. Fényképezte: Mario Biondi, 2006. július 7.

A gelug, geluk vagy gelugpa (vagy dge lugs pa, dge-lugs-pa, vagy dgelugspa), más néven sárga kalapos szekta, egy buddhista iskola, amelyet a tibeti vallási vezető és filozófus Congkapa (1357–1419) alapított. Az első kolostort Gandenben építtette, amelynek vezetője, a ganden tripa, a mai napig az egész gelug iskola vezetője is egyben. Ennek ellenére az iskola legismertebb alakja a dalai láma.
A Maitréja Buddhával azonosított Tiszta Föld szanszkrit elnevezése (Tusita) tibeti nyelven „Ganden”. Legelőször Congkapa iskoláját nevezték „Ganden csoluk”-nak, amely azt jelenti, hogy a „Ganden spirituális hagyományvonala”. Összerakva a Ganden első szótagját a csoluk kifejezés második részével jött létre először a „galuk”, majd későbbi módosítással a „gelug” kifejezés.

## Congkapa
Congkapa, a kadampa (Bka'-gdams-pa) tanítások nagy rajongója, nagyban támogatta a kadam iskola által sulykolt egyetemes együttérzés mahájána elvét, mint alapvető spirituális irányelvet. Ezt ötvözte az üresség tanának mély fokú művelésével, amit több indiai mester is hirdetett (pl. Nágárdzsuna (2. század) és Csandrakírti (7. század)). Congkapa szerint a spirituális út ezen két aspektusa (együttérzés és a bölcsességbe való mély belelátás) jelent táptalajt a teljes szívből megvilágosodásra vágyók számára. Ezt az „út három legfőbb aspektusának” nevezte, illetve ajánlása szerint ezen az úton kell elindulni a vadzsrajána buddhizmusban.

## Kolostorok és vonaltartók
A Ganden kolostort Congkapa alapította 1409-ben, amely fő székhelyévé vált. Rengeteg tanítványa volt, amelyek közül Gyalcab Dzse (1364–1431) és Khedrub Dzse (1385–1438) volt a két legfőbb. Kiemelkedő tanítványnak számított még Togden Dzsampal Gyaco, Dzsamjang Csodzse, Dzsamcsenpa Serap Szenge és Gedun Trupa, az első dalai láma (1391–1474). Congkapa halála után tanításait Gyalcab Dzse és Khedrub Dzse őrizte, akik a Ganden kolostor következő vezetői lettek. A vonalat a ganden tripák őrizték, akik közül a jelenlegi Kenszur Lungri Namgyal, a 101. Ganden Tripa (és nem a Dalai láma, mint azt oly sokan gondolnák).
A Drepung kolostort Dzsamjang Csodzse, a Szera kolostort Csödzse Sakja Jese, és a Tasilhumpo kolostort Gedun Trupa alapította.
Jamyang Zhaypa és Ngawang Tsondru alapította 1709-ben a Labrang kolostort . Számos Gelug kolostort építettek Tibet szerte valamint Kínában és Mongóliában is.
A rengeteg elug vonal őrzői: a dalai láma (más néven Gyalva rinpocse), a Pancsen láma, a Csagkja Dordzse Csang, Ngacsen Köncsok Gyalcen, Kjishö Tulku Tenzin Trinli, Dzsamjang Sépa, Phurcsok Jampa Rinpocse, Dzsamjang Deve Dordzse, Takphu Rinpocse, Kácsen Jese Gyalcen, Ling rinpocse, Tridzsjang rinpocse és még mások mindenkori inkarnációi.

## A dalai láma vonala
1577-ben Szönam Gyaco, akit Gyalva Gendun Trupa 3. reinkarnációjának tekintettek, szövetséget kötött az Altan mongol nagykánnal. Ennek eredményeként vehette fel Szönam Gyaco s 3. dalai láma címet. A "dalai" szó a mongol „gyaco” (óceán) szó tibeti fordítása. Gyalva Gendun Trupát és Gendun Gyacót ezt követően nevezték el, jóval a haláluk után, 1. és 2. dalai lámának.
Szönam Gyaco igen aktívan terjesztette a buddha-dharmát a mongolok körében, ahol az ezt követő évszázadok során a gelug hagyomány vált a fő spirituális gyakorlatává. Ennek révén a gelugpa rendkívül erős támogatókat szerzett és Tibet legkimagaslóbb iskolájává nőtt. A gelug-mongol szövetséget tovább erősítette, hogy Szönam Gyaco halála után a dalai láma új reinkarnációját Altan nagykán ükunokájában ismerték fel, aki ezután felvette a Jonten Gyaco nevet.

## Kiemelkedése a többi iskola közül
A 16. század végére a tibeti buddhizmus szektáinak véres küzdelmeit követően a gelug iskola győztesként emelkedett ki a többi iskola közül. Szamten Karmaj (1595–1657) tibeti történész szerint a Ganden palota kincstárnoka volt az első személy, aki a gelug felemelkedést követően politikai hatalomra tett szert. Később, a gelug hatalom megszilárdításáért tett fáradozásaiért, megkapta a desi (wylie: sde-sris), régensi címet.
Az 5. dalai láma, Loszang Gyaco 17. századi hatalomra kerülésétől kezdve a dalai lámák politikai hatalmat gyakoroltak egész Tibet fölött. A kormányzat a Gaden Podrang elnevezést kapta.
George Forrest skót botanikus 1905-ös tibeti felkelésről tett beszámolója szerint, a Jünnan tartománybeli Mekong-völgy népei többségében tibetiek voltak, akik a gelug iskolához tartoztak. Forrest elmondása szerint a terület fölött uralkodó gelug vezetők erőszakot is bevetettek a parasztság ellen az akaratuk érvényesítése érdekében.

## Az iskola tanításai
A gelug iskola fő tanításai a az út állomásai (lamrim - az indiai Atísa mester tanításaira hagyatkozva - kb. 11. század) és az üresség látásának rendszerszerű gyakorlása. Ezeket ötvözték a legmagasabb jóga tantra istenségek jógáival (Gújaszamája, Csakraszamvara, Jamántaka és Kálacsakra), melyeknél a koncentráció középpontjában a boldogság és üresség láthatatlan egységének a megvalósítása áll.
Congkapa hat magyarázata jelenti a gelug hagyomány részére az elsődleges forrásokat:
- Lam-rim chen-mo (Az ösvény fokozatainak terjedelmes magyarázata)
- Sngag-rim chen-mo (A tantrák terjedelmes magyarázata)
- Drang-nges legs-bshad snying-po (A magyarázó és állító tanítások ékesszólásának esszenciája)
- rTen-'brel bstod-pa (Az oksági láncolat dicsőítése)
- gSang-'dus rim-lnga gsal-sgron (A Guhjaszamádzsa öt fokozatának megvilágítása)
- gSer-phreng (Az aranyfüzér)

Minden gelug kolostor saját magyarázó szövegeket használ, különböző szerzőktől. Ezeket kolostori kézikönyvnek neveznek (tib. jigcsa). Congkapa tanításaira a mahájána és a vadzsrajána buddhizmus félremagyarázása elleni védelmezőként tekintenek. Azt mondják, hogy követőik az ösvény fokozatainak terjedelmes magyarázatát követik.
A gelug iskola etikai és kolostori szabályait a Vinajából kölcsönözte. A gelug az egyetlen vadzsrajána buddhista iskola, amely előírja a szerzetesek és tanítók felkenését. Világi emberek általában nem adhatnak tanításokat amennyiben vannak felesküdött szerzetesek elérhető közelségben. Ezt a szabályt Congkapa alkotta, hogy megakadályozza a buddhista tanítások további torzulását.